# Le Chalet
Le Chalet, deutsch: Das Chalet (Die Schweizerhütte), ist eine im 19. Jahrhundert entstandene komische Oper in einem Akt von Adolphe Adam. Das Libretto stammt von Eugène Scribe und Anne-Honoré-Joseph Duveyrier (Mélesville), nach dem Singspiel Jery und Bäteli von  Johann Wolfgang von Goethe.

## Bedeutung
In Frankreich war dieses Werk Adolphe Adams im 19. Jahrhundert dessen erfolgreichste Oper. Sie wurde an der Opéra-Comique bis 1873 tausendmal und einschließlich der letzten Neuinszenierung im Jahre 1922 dort insgesamt 1547 mal aufgeführt. Auch in anderen Ländern stand die Oper jahrzehntelang auf dem Spielplan. Gaetano Donizetti bearbeitete das französische Libretto und vertonte es unter dem Titel Betly ossia La capanna svizzera.
Die Bedeutung von Le Chalet hängt einerseits damit zusammen, dass Adolphe Adam auf Material aus seiner Kantate zurückgriff, die 1825 den 2. Preis des Prix de Rome erhalten hatte und andererseits mit dem theatralisch perfekten Libretto von Scribe und Mélesville.

## Instrumentation
Piccoloflöte, 2 Flöten, 2 Oboen, 2 Klarinetten, 2 Fagotte, 4 Hörner, Kornett, Trompete, 3 Posaunen, Pauken, Schlagzeug (große Trommel, Triangel), Streicher
Bühnenmusik: Trompete

## Handlung
In einer Berghütte im Schweizer Kanton Appenzell:
Daniel hat die Hochzeitsvorbereitungen mit Bettly getroffen, die bisher alle seine Anträge abgewiesen hat. Da man ihm einen Streich gespielt und das Einverständnis Bettlys durch einen fingierten Brief vorgetäuscht hat, erweisen sich auch diesmal seine Hoffnungen als vergebens. In der Hütte hat eine Gruppe von Soldaten Quartier genommen, denen sich Daniel in seiner Verzweiflung anschließen will. Er übergibt der bestürzten Bettly mit dem bereits vorbereiteten Heiratsvertrag auch sein Testament.
Bettlys Bruder Max, den die Schwester nicht erkannt hat, ist auch unter den Soldaten und versucht sie dazu zu bewegen, einer Verbindung mit Daniel zuzustimmen. Als Max seiner Schwester zum Dank für gutes Essen einen Kuss gibt, fordert ihn der eifersüchtige Daniel zum Duell. Bettly versucht vergeblich, Daniel von seinem Entschluss abzubringen, sich den Soldaten anzuschließen. Max hingegen gibt Bettly zu verstehen, er würde sich mit keinem verheirateten Mann duellieren, um sie zu einer Verbindung mit Daniel zu bewegen, worauf sie sofort behauptet, Daniel sei bereits verheiratet.
Daniel bittet Gott um Hilfe, weil er sich noch im Glauben befindet, sich mit Max duellieren zu müssen. Bettly, die zunächst versucht hatte, ihr Einverständnis zur Ehe mit Daniel als Scherz hinzustellen, gibt auf Drängen von Max ihren Widerstand gegen eine Verbindung mit Daniel auf und unterschreibt den Ehevertrag. Nun muss sich auch Max seiner Schwester zu erkennen geben, weil Bettly die Gültigkeit des Ehevertrages von der Unterschrift ihres Bruders abhängig macht.

## Diskografie
- 1957: Liveaufnahme ohne Dialoge, Chor und Orchestre Lyrique de l’ORTF, UORC music 314 (1 LP)
- 1965: Aufnahme ohne Dialoge, Orchestre Lyrique de l’ORTF, Musidisc 201942 (1 CD)